# Pelexia hysterantha
Pelexia hysterantha es una especie de orquídea de hábito terrestre originaria de América. 

## Descripción
Es una especie de orquídea de un tamaño medio. Tiene hábitos terrestres.

## Distribución y hábitat
Se encuentra  en el sudoeste de Brasil.

## Sinonimia
- Spiranthes hysterantha Barb.Rodr., Gen. Spec. Orchid. 1: 188 (1877).
- Stenorrhynchos hysteranthum (Barb.Rodr.) Barb.Rodr., Gen. Spec. Orchid. 1(Index): x (1877).
- Pachygenium hysteranthum (Barb.Rodr.) Szlach., R.González & Rutk., Polish Bot. J. 46: 4 (2001).[2]